# Hisao Mita
Hisao Mita (三田 尚央 Mita Hisao?), född 20 maj 1991 i Tochigi prefektur, är en japansk fotbollsspelare.
Mita började sin karriär 2014 i YSCC Yokohama. Han spelade 32 ligamatcher för klubben.